# Один доллар (монета Австралии)
Впервые австралийская монета достоинством 1 доллар была введена в обращение 13 мая 1984 года для замены однодолларовой банкноты. В настоящее время это наиболее распространённый номинал монет Австралии.
Изображение портрета Елизаветы II на аверсе монет 1984, 1985 и 1988 гг. сделано Арнольдом Макхином (Arnold Machin), на монетах с 1999 года — Иэном Рэнк-Броудли (Ian Rank-Broadley).
Реверс монеты изображает пять кенгуру. Рисунок был разработан Стюартом Девлином в 1966 году.

## Памятные монеты
Первой памятной монетой стала в 1986 году монета, посвящённая Году Мира. На 2012 год было выпущено уже 208 памятных монет.

## Коллекционные монеты
С 1988 года выпускаются коллекционные монеты номиналом 1 доллар. Они изготовляются из драгоценных металлов — серебро 925 или 999 пробы.

## Дырявый доллар
Первыми монетами Австралии стали «дырявые доллары» (holey dollars), выпущенные в 1813 году в штате Новый Южный Уэльс. На их производство шли испанские доллары, у которых были выбиты отверстия. «Дырка» составляла 3/4 стоимости (5 шиллингов), а выбитый круг — 1/4 (1 шиллинг и 3 пенса).
К 175-й годовщине введения «дырявых долларов» появились новые памятные коллекционные монеты, выпущенные из серебра 999 пробы.

## Полный список памятных монет
С 1986 по 2012 год выпущено 208 памятных монет номиналом 1 доллар:
| Международный год мира | Международный год мира                  | Международный год мира                                 | Международный год мира                                 |
| --- | --------------------------------------- | ------------------------------------------------------ | ------------------------------------------------------ |
| Художники: Хорст Хане и Рафаэль Маклоуф | Художники: Хорст Хане и Рафаэль Маклоуф | Монетный двор: Королевский Австралийский монетный двор | Монетный двор: Королевский Австралийский монетный двор |
| Номинал: 1 доллар | Металл: 92 % Cu, 6 % Al, 2 % Ni         | Тираж: 25 100 000                                      | Качество: пруф                                         |
| Дата выпуска: 1986 | Диаметр: 25,0 мм                        | Вес: 9,0 г                                             |                                                        |
| В 1986 году выпущена первая памятная монета номиналом один доллар. Авторами дизайна стали Хорст Хане и Рафаэль Маклоуф. Организация Объединённых Наций провозгласила 1986 год — Международным годом мира, это событие отмечалось в Австралии одновременно с выпуском памятной монеты один доллар. Организация Объединённых Наций провозгласила заявление, в котором было написано: входящие в ООН страны преисполнены решимости избавить грядущие поколения от бедствий войны и для этой цели будут проявлять терпимость и жить вместе в мире друг с другом, как добрые соседи, а также объединят свои силы для поддержания мира и безопасности. Аверс — Королева Елизавета II Реверс — изображение эмблемы Международного года мира (голубь мира, руки и венок) |                                         |                                                        |                                                        |

- 1988. 200-летие английской колонизации Австралии.
- 1992. XXV летние Олимпийские игры.
- 1993. Охрана природных ресурсов.
- 1994. 10-летие австралийского доллара.
- 1995. 100-летие австралийской народной баллады «Вальсирующая Матильда».
- 1996. 100-летие со дня смерти основателя федерации Австралии сэра Генри Паркеса (1815—1896).
- 1997. 100-летие со дня рождения сэра Чарльза Кингсфорда-Смита (1897—1935).
- 1997. (2 монета) 100-летие со дня рождения сэра Чарльза Кингсфорда-Смита (1897—1935).
- 1998. 100-летие со дня рождения нобелевского лауреата Хоуарда Уолтера Флори
- 1999. Последний солдат Австралийско-Новозеландского армейского корпуса (АНЗАК).
- 1999. Международный День пожилых.
- 2000. Легкий крейсер австралийских ВМС «Сидней».
- 2000. 100-летие со дня награждения «Крестом Виктории» первого австралийца.
- 2000. XXVII летние Олимпийские игры.
- 2001. 100-летие Австралийской федерации.
- 2001. 100-летие Австралийской федерации (цветная монета).
- 2001. Международный год добровольцев.
- 2001. 100-летие армии Австралии.
- 2001. 80-летие Королевских ВВС Австралии.
- 2001. 90-летие Королевских ВМС Австралии.
- 2002. Год незаселённых территорий Австралии.
- 2002. Год незаселённых территорий Австралии (цветная монета).
- 2003. Движение австралийских добровольцев.
- 2003. Движение австралийских добровольцев (цветная монета).
- 2003. 100-летие предоставления избирательных прав женщинам Австралии.

| 50-летие окончания войны в Корее | 50-летие окончания войны в Корее              | 50-летие окончания войны в Корее                       | 50-летие окончания войны в Корее                       |
| --- | --------------------------------------------- | ------------------------------------------------------ | ------------------------------------------------------ |
| Художники: Владимир Готвальд и Ян Рэнк Бродли | Художники: Владимир Готвальд и Ян Рэнк Бродли | Монетный двор: Королевский Австралийский монетный двор | Монетный двор: Королевский Австралийский монетный двор |
| Номинал: 1 доллар | Металл: 92 % Cu, 6 % Al, 2 % Ni               | Тираж:                                                 | Качество: пруф                                         |
| Дата выпуска: 2003 | Диаметр: 25,0 мм                              | Вес: 9,0 г                                             |                                                        |
| 27 июля 2003 года Королевский австралийский монетный двор выпустил памятную монету, посвящённую 50-летию окончания Корейской войны. Автором аверса стал скульптор Владимир Готвальд. На аверсе изображён голубь мира с национальными цветочными символами Австралии и Южной Кореи, слева и справа от голубя на фоне вертикальных линий. Эти линии символизируют вертикальные нержавеющие стальные опоры, которые находятся на Австралийском военном мемориале, установленные в честь австралийцев, погибших в корейском конфликте. Реверс монеты с портретом королевы Елизаветы II разработан художником Яном Ранк-Бродли. Аверс — Королева Елизавета II Реверс — голубь мира с национальными цветочными символами Австралии и Южной Кореи, слева и справа от голубя на фоне вертикальных линий |                                               |                                                        |                                                        |

- 2003. 30-летие окончания войны во Вьетнаме.
- 2004. 20-летие австралийского доллара.
- 2004. 150-летие восстания золотоискателей в Юреке.
- 2005. 60-летие окончания Второй мировой войны.
- 2005. 90-летие битвы при Галиполи.
- 2006. 50-летие телевещания в Австралии.
- 2006. XVIII игры Содружества наций в Мельбурне.
- 2006. Серия: Обитатели океана. Рыбы-клоуны.
- 2006. Серия: Обитатели океана. Дельфины.
- 2007. Серия: Обитатели океана. Морская звезда.
- 2007. Серия: Обитатели океана. Морской конек.
- 2007. Серия: Обитатели океана. Белая акула.
- 2007. Серия: Обитатели океана. Щетинозуб вымпельный.
- 2007. Год береговой службы спасения в Австралии.
- 2007. 75-летие моста Харбор-Бридж в Сиднее.
- 2007. Конференция стран-участников АТЭС в Австралии в 2007 г.
- 2007. 125-летие кубка Австралии и Великобритании по крикету.
- 2007. 60-летие миротворческих сил Австралии.
- 2007. Норман Линдси (1879—1969) и герои его повести «Волшебный пудинг».
- 2007. 50-летие воздушного спецназа Австралии.
- 2007. Серия: Австралия глазами актёров. Рольф Харрис.
- 2007. Китайский календарь. Год свиньи.
- 2008. Международный год полярных исследований.
- 2008. 100-летие игры регбилиг.
- 2008. 100-летие герба Австралии.
- 2008. 100-летие карантинной службы Австралии.
- 2008. 100-летие движения скаутов Австралии.
- 2008. Международный год планеты Земля.
- 2008. Покровительница Австралии монахиня-просветительница Мария МакКиллоп.
- 2008. Международный день молодежи в Сиднее.
- 2008. 150-летие футболу Австралии.
- 2008. Серия: Животный мир Австралии для юных коллекционеров. Три стихии. Воздух.
- 2008. Серия: Животный мир Австралии для юных коллекционеров. Три стихии. Воздух.
- 2008. Серия: Животный мир Австралии для юных коллекционеров. Три стихии. Воздух.
- 2008. Серия: Животный мир Австралии для юных коллекционеров. Три стихии. Воздух.
- 2008. Серия: Животный мир Австралии для юных коллекционеров. Три стихии. Земля.
- 2008. Серия: Животный мир Австралии для юных коллекционеров. Три стихии. Земля.
- 2008. Серия: Животный мир Австралии для юных коллекционеров. Три стихии. Земля.
- 2008. Серия: Животный мир Австралии для юных коллекционеров. Три стихии. Земля.
- 2008. Серия: Животный мир Австралии для юных коллекционеров. Три стихии. Вода.
- 2008. Серия: Животный мир Австралии для юных коллекционеров. Три стихии. Вода.
- 2008. Серия: Животный мир Австралии для юных коллекционеров. Три стихии. Вода.
- 2008. Серия: Животный мир Австралии для юных коллекционеров. Три стихии. Вода.
- 2008. Китайский календарь. Год Крысы
- 2008. Китайский календарь. Год Крысы (2-я монета)
- 2008. Серия: Австралия глазами актёров. Рег Момбаса.
- 2008. Серия: Наземные обитатели. Кенгуру каменный валлаби
- 2008. Серия: Наземные обитатели. Ехидна
- 2008. Серия: Наземные обитатели. Вомбат
- 2008. Серия: Наземные обитатели. Коала
- 2009. Серия: Наземные обитатели. Большой билби
- 2009. Серия: Наземные обитатели. Плащеносная ящерица
- 2009. 200-летие почтовой службы Австралии.
- 2009. 200-летие почтовой службы Австралии.
- 2009. Дороти Уолл.
- 2009. Серия: Вдохновители австралийцев. Телеведущий программ о природе Стив Ирвин.
- 2009. 100-летие австралийской организации «Общество пожилых людей».
- 2009. 60-летие австралийского гражданства.
- 2009. Австралийское гражданство.
- 2009. 100-летие спортивному плаванию Австралии.
- 2009. День АНЗАК — 90-летие высадки в Галиполи.
- 2009. 2009 год — Международный год астрономии.
- 2009. Международный Год астрономии. 400-летие со дня рождения Галилео Галилея (1564—1642).
- 2009. Серия: Космос для юных коллекционеров. Портрет Галилео Галилея
- 2009. Серия: Космос для юных коллекционеров. Лунный кратер Дедал
- 2009. Серия: Космос для юных коллекционеров. Космическая ракета Сатурн V
- 2009. Серия: Космос для юных коллекционеров. Астронавт на Луне
- 2009. Серия: Космос для юных коллекционеров. Радиотелескоп в Паркесе
- 2009. Серия: Космос для юных коллекционеров. Первый спутник Земли
- 2009. Серия: Космос для юных коллекционеров. Планетоход.
- 2009. Серия: Космос для юных коллекционеров. Космический шаттл.
- 2009. Серия: Космос для юных коллекционеров. Космический телескоп.
- 2009. Серия: Юбилей Австралии. Федеральная столица.
- 2009. Серия: Юбилей Австралии. Новый Южный Уэльс.
- 2009. Серия: Юбилей Австралии. Северная территория.
- 2009. Серия: Юбилей Австралии. Квинсленд.
- 2009. Серия: Юбилей Австралии. Южная Австралия.
- 2009. Серия: Юбилей Австралии. Тасмания.
- 2009. Серия: Юбилей Австралии. Виктория.
- 2009. Серия: Юбилей Австралии. Западная Австралия.
- 2009. Серия: Австралия глазами актёров. Кен Дан.
- 2009. Китайский календарь. Год быка.
- 2009. Китайский календарь. Год быка. (2 монета)
- 2010. Серия: Юбилей Австралии. Большой барьерный риф.
- 2010. Серия: Юбилей Австралии. Большие голубые горы.
- 2010. Серия: Юбилей Австралии. Острова Херд и Макдоналд.
- 2010. Серия: Юбилей Австралии. Залив акул.
- 2010. Серия: Юбилей Австралии. Дикая природа Тасмании.
- 2010. Австралийское гражданство.
- 2010. 200-летие назначения Лаклана Маккуори губернатором Нового Южного Уэльса.
- 2010. 100-летие полета первого самолёта Австралии близ Мельбурна.
- 2010. День АНЗАК — памяти моряков Первой мировой войны.
- 2010. Всемирная выставка 2010 г. в Шанхае.
- 2010. Китайский календарь. Год тигра.
- 2010. Китайский календарь. Год тигра. 2 монета
- 2010. 100-летие чеканки австралийской монеты.
- 2010. 150-летие экспедиции Роберта О’Хары Берка и Уильяма Джона Уиллса в Австралию.
- 2010. 100-летие ассоциации девушек-гидов Австралии.
- 2010. Серия: Вдохновители австралийцев. Фред Холловс, австралийский офтальмолог и общественный деятель.
- 2010. Юным коллекционерам. Насекомые с заднего двора. Красноспинный паук.
- 2010. Юным коллекционерам. Насекомые с заднего двора. Божья коровка.
- 2010. Юным коллекционерам. Насекомые с заднего двора. Муравей-бульдог.
- 2010. Юным коллекционерам. Насекомые с заднего двора. Саранча.
- 2010. Юным коллекционерам. Насекомые с заднего двора. Бабочка птицекрылка эуфорион.
- 2010. Юным коллекционерам. Насекомые с заднего двора. Цикада.
- 2010. Юным коллекционерам. Насекомые с заднего двора. Падальная муха.
- 2010. Юным коллекционерам. Насекомые с заднего двора. Стрекоза.
- 2010. Юным коллекционерам. Насекомые с заднего двора. Богомол.
- 2011. Серия: Дети буша. Кенгуру.
- 2011. Серия: Дети буша. Сахарный летающий поссум.
- 2011. Серия: Дети буша. Коала.
- 2011. Серия: Дети буша. Билби.
- 2011. Серия: Дети буша. Динго.
- 2011. Серия: Юбилей Австралии. Влажные тропики Квинсленда.
- 2011. Серия: Юбилей Австралии. Заповедник — остров Маккуори.
- 2011. Серия: Юбилей Австралии. Дождевые леса восточного побережья Австралии.
- 2011. Серия: Юбилей Австралии. Риверслей — область ископаемых останков.
- 2011. Серия: Юбилей Австралии. Национальный парк Пурнулулу.
- 2011. Серия: Группа Уиглс. 20 лет на сцене. Группа в красном автомобиле.
- 2011. Серия: Группа Уиглс. 20 лет на сцене. Музыканты Уиглс на концерте.
- 2011. Серия: Группа Уиглс. 20 лет на сцене. Музыканты Уиглс — звезды детской эстрады.
- 2011. Серия: Группа Уиглс. 20 лет на сцене. Музыканты Уиглс сценических образах.
- 2011. Юным коллекционерам. Мифические персонажи. Крылатый дракон.
- 2011. Юным коллекционерам. Мифические персонажи. Фея.
- 2011. Юным коллекционерам. Мифические персонажи. Гоблин.
- 2011. Юным коллекционерам. Мифические персонажи. Грифон.
- 2011. Юным коллекционерам. Мифические персонажи. Русалочка.
- 2011. Юным коллекционерам. Мифические персонажи. Огр.
- 2011. Юным коллекционерам. Мифические персонажи. Феникс.
- 2011. Юным коллекционерам. Мифические персонажи. Единорог.
- 2011. 100 лет Военной академии Дантрун в Канберре.
- 2011. 100 лет Королевскому австралийскому военно-морскому флоту.
- 2011. 150 лет со дня рождения оперной певицы Нелли Мелбы (1861—1931).
- 2011. 85 лет со дня рождения королевы Елизаветы II.
- 2011. 25 апреля День ветеранов АНЗАК. Королевские ВВС.
- 2011. Австралийское гражданство.
- 2011. Китайский календарь. Год кролика.
- 2011. Шерсть — национальное достояние Австралии.
- 2011. Голова барана-мериноса.
- 2011. Серия: Обитатели воздушной среды. Кукабара
- 2011. Серия: Обитатели воздушной среды. Красная розелла
- 2011. Серия: Обитатели воздушной среды. Какаду-инка
- 2011. Серия: Обитатели воздушной среды. Священная альциона
- 2011. Серия: Обитатели воздушной среды. Сероголовая летающая лисица
- 2011. Серия: Обитатели воздушной среды. Бабочка Кэрнс Бердвинг
- 2011. 100 лет первой переписи населения Австралии.
- 2011. Серия: Вдохновители австралийцев. Оперная певица Джоан Сазерленд (1926—2010).
- 2011. Совещание глав государств содружества наций в Перте.
- 2011. Президентский кубок по гольфу 2011 г. в австралийском Мельбурне.
- 2011. Австралийская писательница Этель Педли (1859—1898).
- 2011. Золотые поля Австралии — австралийская пшеница.
- 2011. «WISHING YOU A VERY MERRY CHRISTMAS» — Желаем Вам самого веселого Рождества.
- 2012. Китайский календарь. Год дракона.
- 2012. Дизайн трехпенсовика 1934 г. Знаки мондворов C,S,B,M.
- 2012. Теннис. Открытый чемпионат Австралии. Женский кубок.
- 2012. Теннис. Открытый чемпионат Австралии. Мужской кубок.
- 2012. Международный год кооперации.
- 2012. Год фермера.
- 2012. Животные зоопарков. Цветная печать. Слон азиатский
- 2012. Животные зоопарков. Цветная печать. Горилла равнинная
- 2012. Животные зоопарков. Цветная печать. Орангутан
- 2012. Животные зоопарков. Цветная печать. Тигр суматранский
- 2012. Животные зоопарков. Цветная печать. Яркая ложная жаба
- 2012. Животные зоопарков. Цветная печать. Кенгуру Гудфеллоу
- 2012. Серия: Вдохновители австралийцев. Сэр Дуглас Моусон(1882—1958), австралийский геолог, исследователь Антарктики.
- 2012. Юбилей Австралии. Объекты Всемирного наследия ЮНЕСКО. Цветная печать. Национальный парк Улуру-Ката Тьюта
- 2012. Юбилей Австралии. Объекты Всемирного наследия ЮНЕСКО. Цветная печать. Острова Лорд-Хау.
- 2012. Юбилей Австралии. Объекты Всемирного наследия ЮНЕСКО. Цветная печать. Озерный район Уилландра.
- 2012. Юбилей Австралии. Объекты Всемирного наследия ЮНЕСКО. Цветная печать. Остров Фрейзера.
- 2012. Юбилей Австралии. Объекты Всемирного наследия ЮНЕСКО. Цветная печать. Национальный парк Какаду.
- 2012. Олимпиада 2012 в Лондоне. Бегун,
- 2012. Олимпиада 2012 в Лондоне. Прыгун с шестом.
- 2012. Олимпиада 2012 в Лондоне. Штангист.
- 2012. Олимпиада 2012 в Лондоне. Атлет — победитель.
- 2012. Олимпиада 2012 в Лондоне. Символ австралийской команды.
- 2012. 25 апреля День ветеранов АНЗАК. Сестры милосердия.
- 2012. Юным коллекционерам. Животные — чемпионы. Быстрейший пловец. Индо-тихоокеанский парусник.
- 2012. Юным коллекционерам. Животные — чемпионы. Лучший прыгун. Кенгуру.
- 2012. Юным коллекционерам. Животные — чемпионы. Дальний полет. Бабочка данаида монарх.
- 2012. Юным коллекционерам. Животные — чемпионы. Быстрейший бегун. Гепард.